# 构件

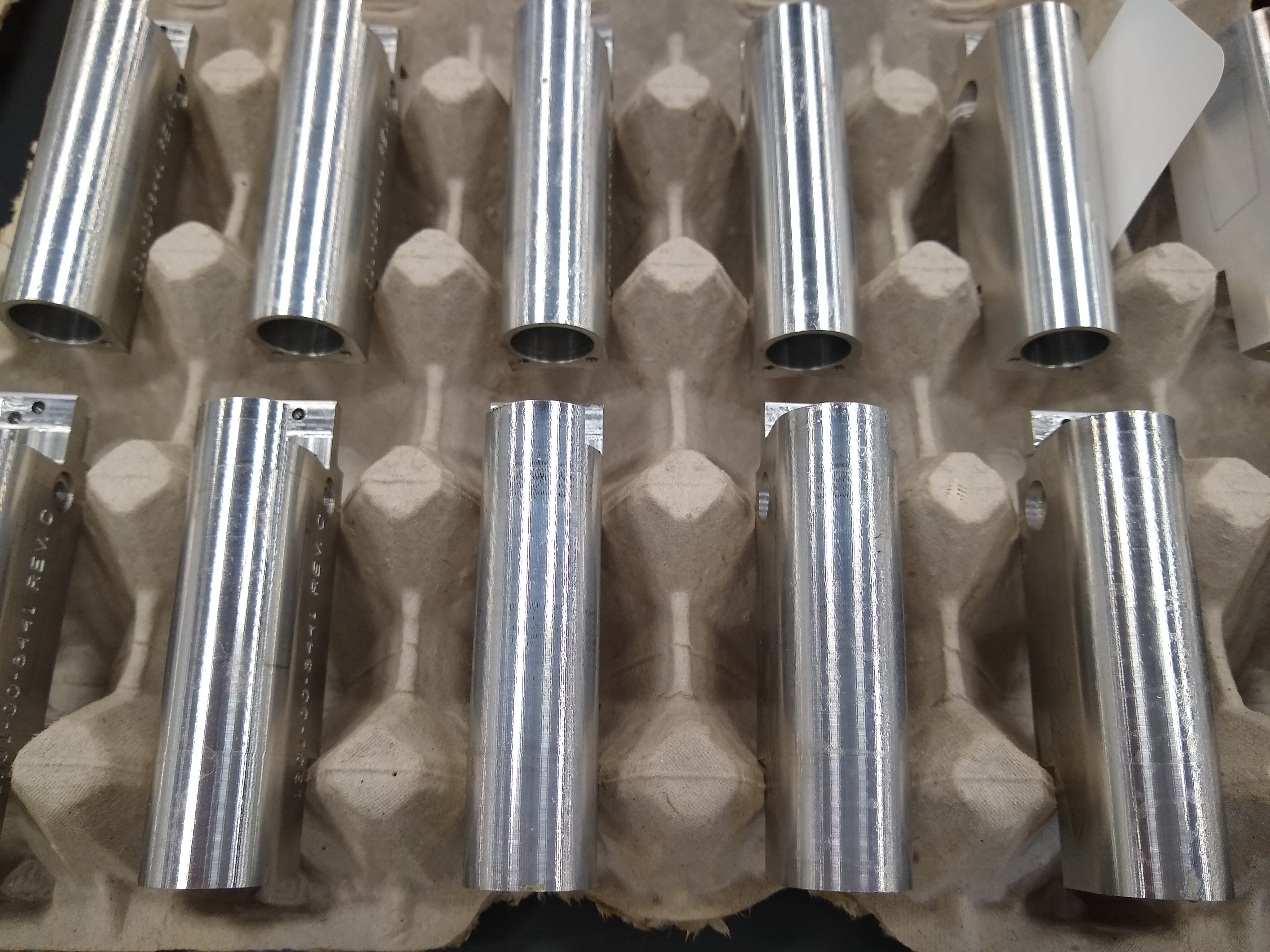
Lampin機加工零部件

在機械工程學中，构件（machine element）又称机件、机械零件，是机器中每一个独立的运动单元体，即组成机械和机器的不可分拆的单个制件，是机械的基本单元。兩個以上的構件可進一步組成運動副。
在電腦科學中，構件的概念是指一個系統或软体中的基本組成部分。